# Sphenomorphus tanahtinggi
Sphenomorphus tanahtinggi este o specie de șopârle din genul Sphenomorphus, familia Scincidae, descrisă de Inger, Lian, Lakim și Paul Yambun în anul 2001. Conform Catalogue of Life specia Sphenomorphus tanahtinggi nu are subspecii cunoscute.